# ماهواره هواشناسی

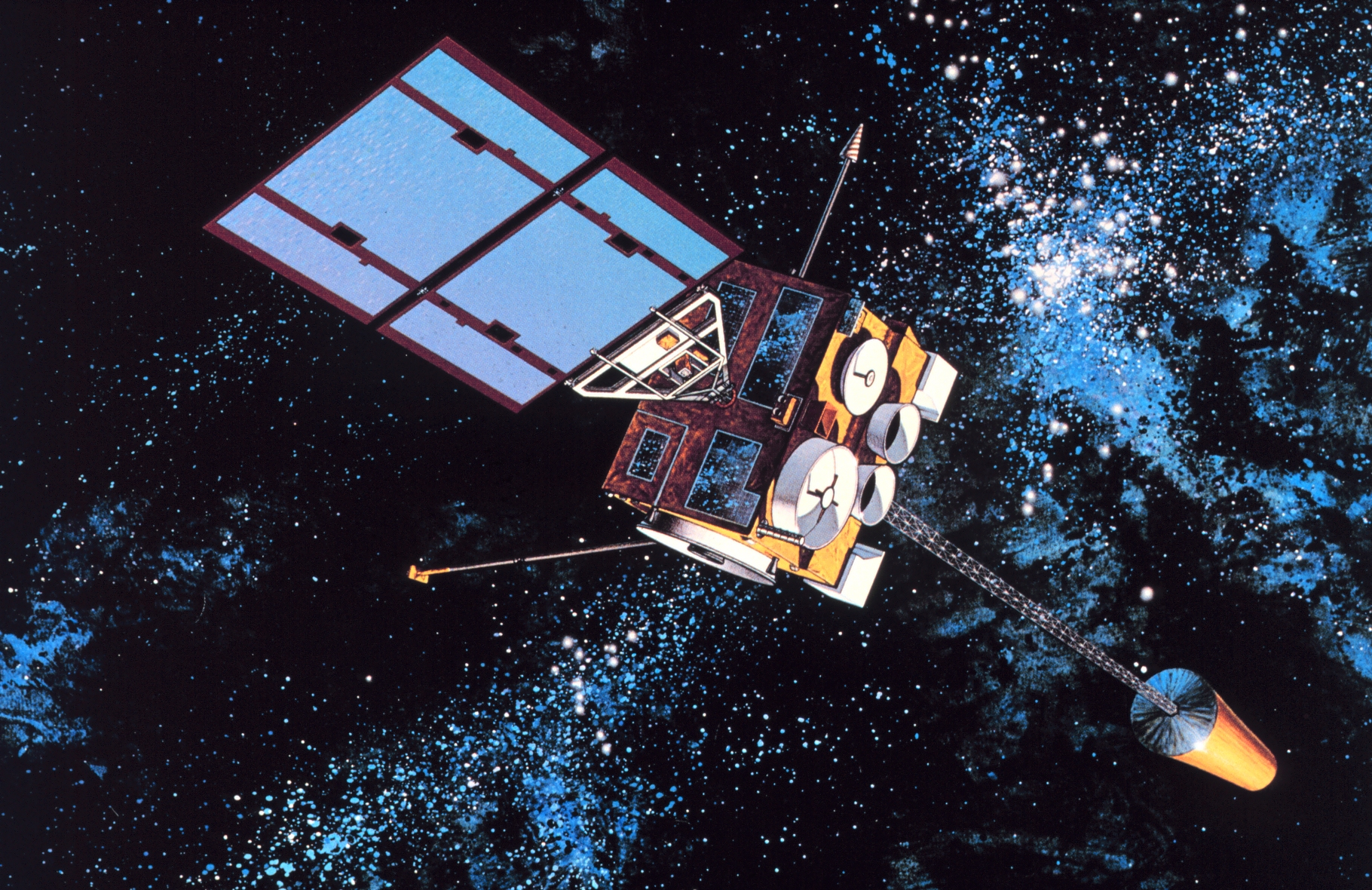
گوئس ماهوارهٔ هواشناسی ایالات متحده

ماهوارهٔ هواشناسی (به انگلیسی: Weather satellite) به نوعی از ماهواره‌ها گفته می‌شود که وظیفهٔ اصلی، یا دست‌کم مهم‌ترین وظیفهٔ آن‌ها نظارت و تحقیق در مورد وضعیت آب‌وهوا و اقلیم است. این گونه ماهواره‌ها ممکن است در منطقه‌ای خاص، مانند خط استوا، قطب‌ها و ... ثابت؛ یا از نوع متحرک باشند.
ماهواره‌های هواشناسی بیشتر از ابرها و سامانه‌های ابری. چراغ‌های شهرها، آتش سوزی‌ها، آلودگی‌های زیست‌محیطی، شفق‌ها، شن و ماسه، گرد و غبار، طوفان، برف، وضعیت یخ‌ها، مرزهای جریان‌های اقیانوسی، جریان‌های انرژی و انواع دیگری از اطلاعات زیست‌محیطی اطلاعات جمع‌آوری می‌کند. تصاویر ماهواره‌ای هواشناسی در نظارت بر ابر خاکستر آتشفشانی از کوه سنت هلن و فعالیت‌های آتشفشان‌های دیگر مانند کوه اتنا کمک زیادی نموده است.